# 新街镇 (弥渡县)
新街镇，是中华人民共和国云南省大理白族自治州弥渡县下辖的一个乡镇级行政单位。

## 行政区划
新街镇下辖以下地区：
新街村、六一村、陶营村、新胜村、永增村、永祥村、罗荡村、董和村、西庄村、西河村、金刚村和海坝庄村。